# Adesmus verticalis
Adesmus verticalis là một loài bọ cánh cứng trong họ Cerambycidae.